# HQ-11
Le HQ-11, désignation d'exportation FM-3000, est un complexe chinois de missile et de canon antiaérien combiné mobile à courte et moyenne portée conçu pour la défense aérienne terminale. Désigné comme le « système de défense terminal universel » au salon aéronautique de Zhuhai 2022, il a été conçu par CASIC. La version d'exportation, FM-3000, a été dévoilée par CASIC en 2014.

## Description
Le système de défense terminal HQ-11 se compose d'un véhicule lanceur de missiles, d'un système d'armes rapproché LD-3000 (type 1130) et d'un véhicule de surveillance radar. Le véhicule porteur du lanceur de missiles est un TELAR (tracteur-érecteur-lanceur-radar) à roues 8×8, équipé de huit cassettes carrées servant de cellules de lancement verticales pour les missiles.
La portée d'engagement est de 30 km contre les avions et 20 km contre les missiles. Chaque batterie de défense aérienne est équipée d'un radar à réseau phasé rotatif et de quatre lanceurs et peut gérer 32 cibles différentes simultanément. Le système de guidage du missile comprend un guidage inertiel, un guidage par commande manuelle et un guidage radar actif.
Le HQ-11 est destiné à remplacer le système de défense aérienne HQ-6A avec une meilleure capacité d'engagement de cible, car ce dernier n'est pas armé pour faire face aux menaces accrues des missiles et des véhicules aériens sans pilote sur le champ de bataille. Le système HQ-6A comprend trois véhicules : un véhicule lanceur incliné avec des missiles HQ-6D à 4 cellules, un véhicule de système d'armes rapproché (CIWS) avec un canon antiaérien LD-2000 à 6 canons rotatifs et un véhicule équipé d'un radar de veille. Le système HQ-11 a réduit la formation à deux véhicules ; le véhicule principal combine un système de lancement vertical à 8 cellules plus réactif avec un radar à antenne active (AESA) embarqué et une salle de contrôle de surveillance aérienne, et le véhicule secondaire est équipé d'un canon LD-3000 CIWS à 11 canons rotatifs.

## Variantes
FM-3000
Version d'exportation, dévoilée pour la première fois au salon aéronautique de Zhuhai 2014.
FM-3000N
Version d'exportation navalisée, dévoilée pour la première fois au salon aéronautique de Zhuhai 2014.
HQ-11
Version domestique, combinant des missiles avec le LD-3000 CIWS.